# Broch von Borwick

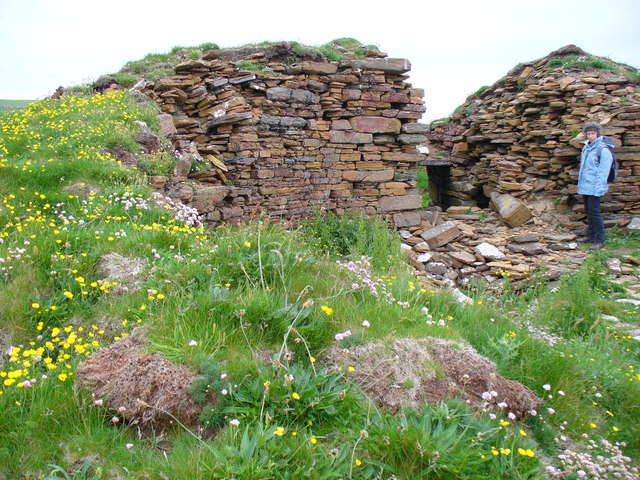
Broch of Borwick – vor der Restaurierung

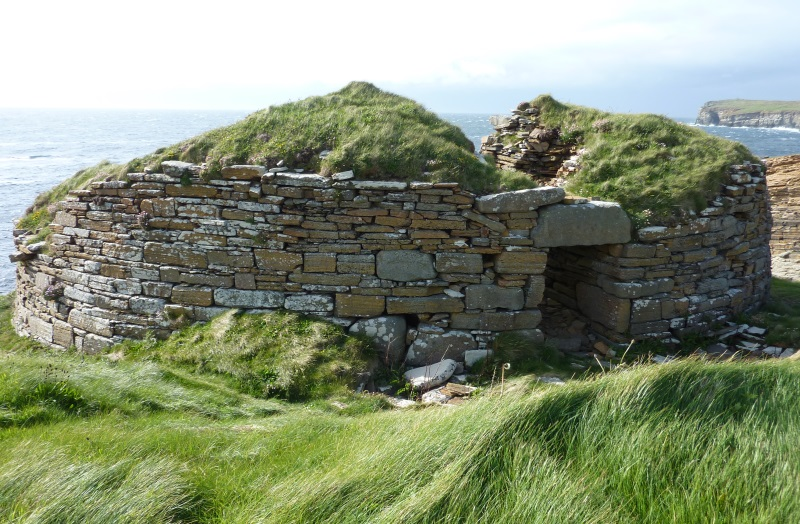
Broch of Borwick – nach der Restaurierung

Der Broch von Borwick liegt etwa 25 m über dem Atlantik, an der Ostseite der engen Borwick Bay, die zwischen den Cliffs of Yesnaby und der Bay of Skaill in der Gemeinde Sandwick auf der schottischen Orkneyinsel Mainland liegt. Der aus dem ersten Jahrtausend v. Chr. stammende Broch war etwa 1.000 Jahre in Nutzung, als er zwischen 500 und 600 n. Chr. aufgegeben wurde.
Der Broch of Borwick ist von der Größe her nicht mit den Brochs von Gurness oder Midhowe zu vergleichen, aber es gibt/gab ein Dutzend ähnlich großer Brochs auf den Inseln. Der Name Borwick leitet sich vom altnordischen „borg“ und „vik“ ab, was mit „Burg an der Bucht“ übersetzt werden kann.

## Beschreibung
An der Struktur der umliegenden und unterhalb anstehenden Felsen wird deutlich, dass der Broch ursprünglich in einiger Entfernung vom Rand der Klippe stand. Die besser erhaltenen Reste des Brochs, mit dem Zugang liegen auf der Landseite und sind hinter einem irdenen Wall sichtbar, während die Seeseite der weniger als drei Meter hohen Struktur durch Küstenerosion beschädigt ist.
Der im Südosten liegende Zugang führt zu einem 4,6 m langen Gang, an dessen innerem Ende die von Schutt bedeckten Überreste einer Wächterzelle (englisch guard-cell) liegen. Rund um den Turm liegt herabgefallenes Mauerwerk. Teile der Nebengebäude, die bei der ursprünglichen Ausgrabung von 1881 dokumentiert wurden, sind im Osten und Nordosten noch erkennbar. Ein etwa 20 m vom Broch entfernter Außenwall, der wahrscheinlich von einem Graben begleitet war, umgibt den Turm. Frischwasser, aus einem kleinen Bach im Osten der Struktur, versorgte den Broch und die Bucht; unterhalb war früher wohl ein guter Landeplatz für Boote.

## Die Ausgrabung
Vor der Ausgrabung war der Broch ein großer grüner Hügel auf einer Landzunge. Der erste Ausgräber war William Watt (1815–1876), der auch die frühen Untersuchungen von Skara Brae vorgenommen hat. Nach dem Entfernen der Erde vermaß Watt die Brochwände und ermittelte mit Werten zwischen 3,4 m und 4,9 m deutlich mehr an Höhe als aktuelle Messungen ergeben. Zwischen 1881 und 1935 wurde die Höhe der Brochwände auf 2,6 m reduziert. Sie variieren in der Breite zwischen 3,5 und 4,8 m.
Der mit einem großen Sturz abschließende Zugang zum Broch ist etwa 1,6 m hoch, unten knapp einen Meter breit und verjüngt sich nach oben ganz leicht. Er führte in einen gepflasterten Gang, der sich bis zum inneren, knapp 1,25 m hohen Ausgang weiter verengt.

## Wächterzelle (engl.Guard chamber)
Die Wächterzelle auf der rechten Seite des Ganges wurde durch eine niedrige, schmale Öffnung (0,6 m breit und 0,9 m hoch) betreten. Im Jahre 1881 waren nur die ersten 1,2 m frei, der Rest war verschüttet. Der Ausgräber schätzte, dass sie etwa 3,6 m tief war. Oberhalb des niedrigen Zugangs zur Zelle war eine Lücke von 0,3 m frei. Der Innenraum des Brochs war mit Asche, Knochen herunter gefallenem Mauerwerk und Erde ausgefüllt.

## Der Umbau
Die Struktur hat zwei Nutzungsphasen erlebt. Watt glaubt, dass der ursprüngliche Broch Innenabmessungen von etwa sieben Metern hatte, die möglicherweise nach einem ruinösen Zustand, durch neue Nutzer modifiziert wurden. Sie bauten eine zweite Innenwand, wodurch der innere Durchmesser auf 4,8 m reduziert wurde und unterteilten den Innenraum in kleinere Fächer. Die Renovierung wurde auf einer Trümmeroberfläche vorgenommen, die den ursprünglichen Boden in einer Höhe von 0,9 m bedeckte.

## Externe Anlagen
W. Watt hat festgehalten, dass die Landzunge, auf der der Broch steht, durch einen etwa 50 m langen, etwa drei Meter hoher Wall, der sich in der Breite von 1,8 m auf 1,2 m verjüngte, abgetrennt war. Er fand auch heraus, dass der Bereich zwischen dem Broch und dem Wall mit einer Reihe von "Gebäuden" besetzt war, von denen kleine Reste erhalten sind. Die Anwesenheit von runden Kieseln in diesem Bereich führt Watt zu der Spekulation, sie seien als Munition – gegen Angreifer – gesammelt worden.
Obwohl bei weitem nicht so groß wie andere Orkneybrochs, ist Borwick vor allem durch die dramatische Lage recht spektakulär. John W. Hedges hat 52 Brochs auf Orkney bestimmt und 80 analysiert. Nur wenige haben doppelwandige Mauern. Die Zugänge haben Türsicherungen und Wächterzellen. Mindestens 10 Orkneybrochs haben eine eigene Wasserversorgung.

## Legende
Die lokale Überlieferung besagt, dass der Broch Wohnsitz eines "Königs" war, der einen langen Streit mit dem "König" von Verran in Voystown an der Nordseite der Bucht von Skaill hatte. Die beiden kämpften auf dem als Bruntland bekannten Hügel. Das stimmt überein mit der Entdeckung von Reliquien in einem nahen Erdhügel bekannt als "Righ Knowe" – wobei "righ" das gälische Wort für "König" ist und Knowe eine Form von Knoll darstellt mit der auf Orkney ein Felsaufschluss bezeichnet wird.